# Henri Alekan
Henri Alekan est un directeur de la photographie français né le 10 février 1909 à Paris et mort le 15 juin 2001 à Auxerre.

## Biographie
Henri Alekan étudie au Conservatoire national des arts et métiers, puis à l'Institut d'optique, tout en suivant les cours pratiques de Pathé-Cinéma. Assistant opérateur (notamment du chef opérateur Eugen Schüfftan) dès 1928, ses sympathies syndicales pour le Front populaire l'amènent à créer une association des assistants opérateurs. Il est ensuite, jusqu'en 1940, cadreur puis chef opérateur.
Interdit - de jure - d'exercer la profession de directeur de la photographie par la loi sur le statut des juifs du gouvernement de Vichy, il tiendra néanmoins ce poste dans le film d'Abel Gance Vénus aveugle, tourné en zone libre en 1941, ainsi que pour le documentaire de René Clément Ceux du rail, également tourné dans le sud de la France, donc en zone non occupée. Il fonde aussi à Cannes, à l'automne 1940, le Centre artistique et technique des jeunes du cinéma (CATJC), qui prend la forme associative à Nice en mars 1941 et dont feront partie Yannick Bellon, Philippe Agostini, Jacqueline Audry, Yves Baudrier, René Clément, Paul Gilson, Maurice Labro, Tony Leenhardt, Jean Lods, Louis Page, Georges Régnier, Claude Renoir, André Thomas, etc.
À la Libération, il participe à la Commission supérieure technique (CST), fondée en septembre 1944 chez Max Douy par Jean Painlevé entre autres. Après guerre, il est également cofondateur avec Louis Daquin de la Coopérative générale du cinéma français, pour la production de films exigeants.
La célébrité vient à la Libération avec un des films produits par la Coopérative, La Bataille du rail de René Clément (1946), dans le style documentaire. La même année, le succès redouble avec La Belle et la Bête, de Jean Cocteau, dans le style fantastique. Son principal collaborateur est désormais le chef électricien Louis Cochet, qu'il a connu résistant.
Sans effets recherchés, mais toujours au service du réalisateur, Henri Alekan a joué de sa capacité à passer du réalisme à la poésie dans Les Maudits (René Clément, 1947), dans Les Amants de Vérone (André Cayatte, 1949), dans La Marie du port (Marcel Carné, 1949) ou dans Une si jolie petite plage (Yves Allégret, 1949), se révélant un maître de la photographie en noir et blanc. Le passage à la couleur ne le prend pas de court, comme le montrent Austerlitz (Abel Gance, 1960), La Princesse de Clèves (Jean Delannoy, 1961) ou Topkapi (Jules Dassin, 1964).
Son engagement ne cesse pas avec le succès. Avec Albert Viguier et Max Douy, il crée l'AFC et prend des responsabilités au sein de l'Union des auteurs réalisateurs et techniciens du cinéma et de la télévision, qui est une caisse de secours. Par ailleurs, il préside le Syndicat des techniciens du 25 avril 1965 au 1er mai 1968.
En 1959, il assure lui-même la réalisation d'un documentaire, L'Enfer de Rodin. En 1986, il récidive avec La Petite Danseuse de Degas. En 1987, il apporte une contribution essentielle à la réussite des Ailes du Désir de Wim Wenders. Deux ans plus tard, il se met au service de l'IMAX pour un film de Pierre Étaix destiné à La Géode intitulé J'écris dans l'espace.
Au début des années 1970, afin de pallier l'absence de cours du soir à l'IDHEC, il crée le Cours Alekan, initialement accueilli par Silvia Monfort dans son Carré (square des Arts et Métiers). Il fut ensuite déplacé dans le quartier Latin, à l'Institut de l'audiovisuel, rue Henri-Barbusse, puis à la cinémathèque du Palais de Chaillot, ensuite au Studio Action. Le cours, hébergé à sa fin à la Filmothèque du quartier latin qui était en liaison avec les universités de Nanterre et de Jussieu, a pris fin en 2009.

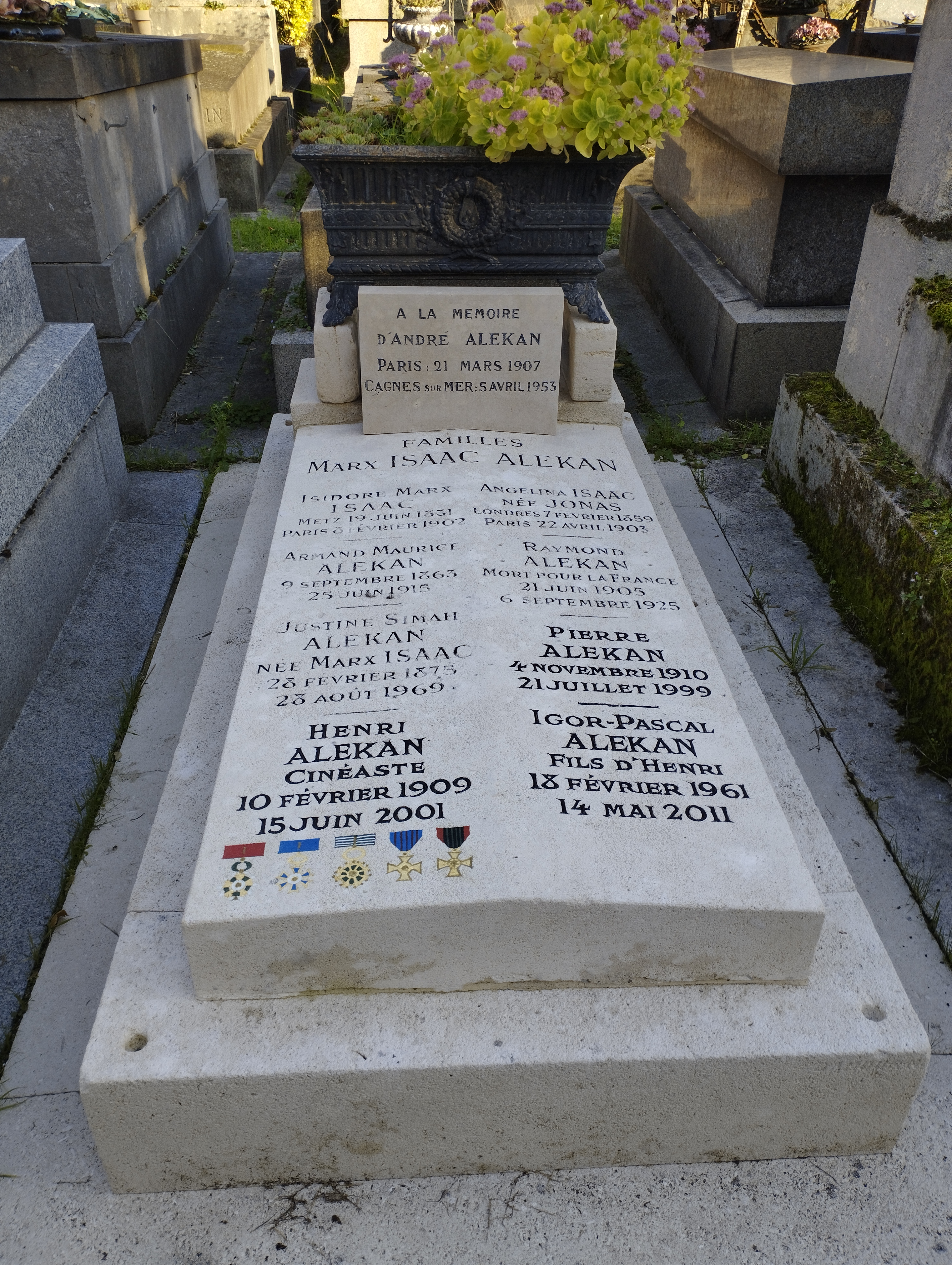
Tombe de Henri Alekan au cimetière du Montparnasse (division 29).

Son travail a inspiré Cosette Harcourt pour le style du Studio Harcourt.
Inventeur en 1954, avec Georges Gérard, d'un procédé breveté de projection frontale sur écran à microbilles destiné aux effets spéciaux par transparence, dénommé Transflex,, il consacre la fin de sa vie à des spectacles de mise en lumière des villes, les Chemins de lumière.
Il est membre du jury de la compétition officielle longs métrages du Festival de Cannes 1983.
Très engagé dans le syndicalisme et l'enseignement du cinéma, il a transmis dans un livre de référence son approche de la lumière, Des lumières et des ombres, qu'il commente dans le film de Laurent Roth, Des Lumières et des hommes (1986).
Il est inhumé au cimetière du Montparnasse (division 29, petit cimetière). La cinémathèque de Boulogne-Billancourt, ville où il habitait, porte son nom.

## Filmographie
- 1936 : La vie est à nous de Jean Renoir
- 1937 : La Danseuse rouge de Jean-Paul Paulin
- 1940 : Tobie est un ange d'Yves Allégret
- 1940 : L'Émigrante de Léo Joannon
- 1940 : Les Musiciens du ciel de Georges Lacombe
- 1941 : Vénus aveugle d'Abel Gance
- 1941 : Parade en sept nuits de Marc Allégret
- 1942 : Ceux du rail de René Clément
- 1944 : Les Petites du quai aux fleurs de Marc Allégret
- 1945 : Échec au roy de Jean-Paul Paulin
- 1946 : La Bataille du rail de René Clément
- 1946 : La Belle et la Bête de Jean Cocteau
- 1947 : Les Maudits de René Clément
- 1947 : Le diable souffle d'Edmond T. Gréville
- 1948 : Anna Karénine (Anna Karenina) de Julien Duvivier
- 1949 : Une si jolie petite plage d'Yves Allégret
- 1949 : Les Amants de Vérone d'André Cayatte
- 1950 : La Marie du port de Marcel Carné
- 1950 : Ma pomme de Marc-Gilbert Sauvajon
- 1951 : Juliette ou la Clé des songes de Marcel Carné
- 1951 : Le Voyage en Amérique d'Henri Lavorel
- 1951 : Paris est toujours Paris (Parigi è sempre Parigi), de Luciano Emmer
- 1952 : Trois femmes d'André Michel
- 1952 : Un homme à détruire (Imbarco a mezzanotte) de Joseph Losey
- 1952 : Le Fruit défendu d'Henri Verneuil
- 1953 : Les amours finissent à l'aube d'Henri Calef
- 1953 : Quand tu liras cette lettre de Jean-Pierre Melville
- 1953 : Vacances romaines (Roman Holiday) de William Wyler
- 1953 : Julietta de Marc Allégret
- 1954 : Zoé de Charles Brabant
- 1954 : Les Impures de Pierre Chevalier
- 1954 : La Reine Margot de Jean Dréville
- 1955 : Port du désir d'Edmond T. Gréville
- 1955 : Frou-Frou d'Augusto Genina
- 1955 : Les héros sont fatigués d'Yves Ciampi
- 1955 : La Meilleure Part d'Yves Allégret
- 1956 : Le Salaire du péché de Denys de La Patellière
- 1957 : Typhon sur Nagasaki d'Yves Ciampi
- 1957 : Un matin comme les autres de Yannick Bellon
- 1957 : Le Cas du docteur Laurent de Jean-Paul Le Chanois
- 1957 : Casino de Paris d'André Hunebelle
- 1958 : Le Bourgeois gentilhomme de Jean Meyer
- 1958 : Cerf-volant du bout du monde de Roger Pigaut
- 1959 : Douze Heures d'horloge de Géza von Radványi
- 1959 : Le Secret du chevalier d'Éon de Jacqueline Audry
- 1959 : Le Mariage de Figaro de Jean Meyer
- 1960 : Les Collants noirs de Terence Young
- 1960 : Austerlitz d'Abel Gance
- 1961 : Avant le petit déjeuner d'Artur Ramos (court métrage)
- 1961 : La Princesse de Clèves de Jean Delannoy
- 1961 : En votre âme et conscience, épisode : L'Affaire Courtois de  Jean-Pierre Marchand
- 1962 : Les Parisiennes de Marc Allégret, Claude Barma, Michel Boisrond et Jacques Poitrenaud
- 1962 : Le Couteau dans la plaie d'Anatole Litvak
- 1963 : El otro Cristóbal d'Armand Gatti
- 1964 : Le Récit de Rebecca de Paul Vecchiali (court-métrage)
- 1964 : Topkapi de Jules Dassin
- 1965 : Lady L de Peter Ustinov
- 1966 : Opération Opium (The Poppy is Also a Flower) de Terence Young
- 1966 : La Fantastique Histoire vraie d'Eddie Chapman (Triple Cross) de Terence Young
- 1967 : Versailles d'Albert Lamorisse (documentaire)
- 1968 : Ici et maintenant de Serge Bard
- 1968 : Mayerling de Terence Young
- 1969 : L'Arbre de Noël de Terence Young
- 1970 : Deux Hommes en fuite (Figures in a Landscape) de Joseph Losey
- 1971 : La Possédée d'Éric Le Hung (téléfilm)
- 1971 : Soleil rouge de Terence Young
- 1975 : La Pépée du gangster (La Pupa del Gangster) de Giorgio Capitani
- 1977 : L'Ombre et la Nuit de Jean-Louis Leconte
- 1978 : Les Divisions de la nature de Raoul Ruiz (court métrage)
- 1979 : La Dame de Monte-Carlo de Dominique Delouche (court-métrage)
- 1981 : Pour la vie de Chantal Picault (court métrage)
- 1981 : Le Territoire de Raoul Ruiz
- 1982 : En rachâchant de Jean-Marie Straub et Danièle Huillet
- 1982 : Le Toit de la baleine de Raoul Ruiz
- 1982 : La Truite de Joseph Losey
- 1982 : L'État des choses (Der Stand der Dinge) de Wim Wenders
- 1983 : Une pierre dans la bouche de Jean-Louis Leconte
- 1983 : La Belle Captive d'Alain Robbe-Grillet
- 1984 : Wundkanal de Thomas Harlan
- 1984 : A Strange Love Affair d'Éric de Kuyper et Paul Verstraten
- 1984 : 7 faux raccords de Raoul Ruiz (documentaire)
- 1985 : Notre nazi de Robert Kramer (documentaire)
- 1986 : Esther d'Amos Gitaï
- 1987 : Les Ailes du désir (Der Himmel über Berlin) de Wim Wenders
- 1989 : J'écris dans l'espace de Pierre Étaix (documentaire)
- 1989 : Cézanne de Jean-Marie Straub et Danièle Huillet (documentaire)
- 1989 : Berlin-Yerushalaim d'Amos Gitaï
- 1991 : Naissance d'un Golem d'Amos Gitaï
- 1992 : Golem, l'esprit de l'exil d'Amos Gitaï
- 1993 : Golem, le jardin pétrifié d'Amos Gitaï

## Publications
- Des lumières et des ombres (1984, Éditions du Collectionneur).
- La belle et la bête (1992, Éditions du Collectionneur).
- Question de Lumières en collaboration de Robert Doisneau (1993, Édition Stratem)
- Le Vécu et l'Imaginaire. Chroniques d'un homme d'images (1999, Éditions La Sirène).
- Encore une nuit à Paris, L'Harmattan, 2000
- Portfolio La lumière en toute liberté, préface d'Henri Alekan, photographies de Cuchi White, gravures de Paolo Boni, Robert et Lydie Dutrou imprimeurs, 2000.

## Œuvres diverses
En collaboration avec Patrick Rimoux, Henri Alekan développe en 1996 l'illumination d'un des escaliers de la rue du Chevalier-de-La-Barre à Montmartre (Paris XVIIIe). Créée à base de fibres optiques, cette installation pérenne représente les constellations du 1er janvier au 1er juillet.
Il est directeur de la photographie pendant le tournage du clip de "The Perfect Kiss" (1985), pendant lequel le groupe New Order joue réellement. Le clip se démarque en particulier par de nombreux gros plans sur les visages concentrés des membres du groupe.

## Distinctions
- César 1983 : César de la meilleure photographie pour La Truite

### Filmographie
- Laurent Roth, Henri Alekan, des lumières et des hommes (20 min), 1986 : Tourné en avril 1984 à Boulogne, cet entretien saisit Henri Alekan au moment de son retour dans le cinéma d'auteur (Alain Robbe-Grillet, Raoul Ruiz, Wim Wenders, Jean-Marie Straub et Danièle Huillet) et de la parution de son livre somme Des Lumières et des Ombres.